# Eumecacris rubrosignata
Eumecacris rubrosignata är en insektsart som beskrevs av Marius Descamps och Christiane Amédégnato 1972. Eumecacris rubrosignata ingår i släktet Eumecacris och familjen gräshoppor. Inga underarter finns listade i Catalogue of Life.